# Ray Reed
Ray Reed (Gwelo, Zuid-Rhodesië, 30 april 1932 - Zuid-Afrika, 8 mei 1970) was een autocoureur uit Rhodesië, het huidige Zimbabwe.
Hij zou deelnemen aan de Grand Prix van Zuid-Afrika in 1965 voor het team Alfa Romeo, maar kwam niet aan de start. Hij kwam, samen met zijn drie kinderen, om het leven bij een vliegtuigongeluk.